# Botanophila tuxeni
Botanophila tuxeni är en tvåvingeart som först beskrevs av Ringdahl 1953.  Botanophila tuxeni ingår i släktet Botanophila och familjen blomsterflugor. Arten är reproducerande i Sverige. Inga underarter finns listade i Catalogue of Life.